# Palazzo Moriggia Della Porta
Palazzo Moriggia Della Porta, conosciuto anche come Palazzo Poldi Pezzoli, è un edificio storico situato in Via Manzoni 15, nel centro storico di Milano. È sede del Museo Poldi Pezzoli.

## Storia
Il palazzo fu costruito nel XVI secolo per volere della famiglia Porta o della Porta. In seguito il palazzo nel XVIII secolo passò ai marchesi Moriggia, eredi della famiglia Della Porta. Il palazzo venne poi venduto dai Moriggia alla fine del settecento alla famiglia Pezzoli. Il Palazzo venne riadattato in stile neoclassico dall'architetto Simone Cantoni (1736-1818), con un ampio giardino interno all’inglese ricco di statue e fontane. Tra il 1850 e il 1853 Gian Giacomo Poldi Pezzoli affida a Giuseppe Balzaretto (1801-1874) un’ulteriore modifica, in contemporanea con la ristrutturazione del suo appartamento.